# Білухівська сільська рада
Білухівська сільська рада — колишній орган місцевого самоврядування у Карлівському районі Полтавської області з центром у селі Білухівка.

## Населені пункти
Сільраді були підпорядковані населені пункти:
- c. Білухівка
- с. Знаменка